# Rysä-Pihlavaiset
Rysä-Pihlavaiset är öar i Finland. De ligger i Skärgårdshavet och i kommunen Nådendal i landskapet Egentliga Finland, i den sydvästra delen av landet. Öarna ligger omkring 28 kilometer väster om Åbo och omkring 170 kilometer väster om Helsingfors.
Arean för den av öarna koordinaterna pekar på är 0,4 hektar och dess största längd är 120 meter i öst-västlig riktning. Runt Rysä-Pihlavaiset är det glesbefolkat, med 14 invånare per kvadratkilometer. Närmaste större samhälle är Nådendal, 17,1 km nordost om Rysä-Pihlavaiset.

## Klimat
Inlandsklimat råder i trakten. Årsmedeltemperaturen i trakten är 5 °C. Den varmaste månaden är augusti, då medeltemperaturen är 18 °C, och den kallaste är januari, med −6 °C.